# Tim Coleman
John George Coleman, detto Tim (Kettering, 26 ottobre 1881 – 20 novembre 1940), è stato un calciatore inglese.
È stato un calciatore dell'Arsenal.

## Carriera

### Esordi
Coleman, nato a Kettering, nel Northamptonshire, cominciò a giocare a calcio nel 1901, con due piccole squadre locali, il Kettering Town e il Northampton Town. Nell'estate del 1902 venne messo sotto contratto dal Woolwich Arsenal, squadra di Second Division di cui divenne quasi subito uno dei realizzatori principali.

### Woolwich Arsenal
Fece il proprio debutto con il Woolwich il 6 settembre 1902, in un incontro con il Preston North End. La stagione a venire fu positiva per Coleman, che si laureò capocannoniere del torneo con 17 reti in 30 partite, portando la squadra londinese al terzo posto in classifica. Nella stagione successiva (1903-1904) riuscì a battere il suo record personale mettendo a segno 23 reti in 28 gare, formando un'ottima coppia d'attacco con Tommy Shanks, autore di 25 reti. Proprio le realizzature dei due permisero all'Arsenal di raggiungere il secondo posto in classifica, valido per la prima storica promozione in First Division.
La stagione 1905-1906, la prima per lui in massima serie, fu più difficile, dal momento che segnò solo 5 volte. Si rifece parzialmente l'anno dopo, mettendo a referto 15 reti in 34 partite. Il culmine della stagione fu il raggiungimento delle semifinali di FA Cup, nelle quali però Coleman e compagni dovettero arrendersi al Newcastle United. Sempre nel 1907, più precisamente il 16 febbraio, Coleman venne convocato per giocare un match della Nazionale inglese contro l'Irlanda del Nord. Quella rimarrà la sua prima e unica presenza in Nazionale.
Nonostante i buoni risultati sul campo, il Woolwich Arsenal stava attraversando una crisi finanziaria. Proprio per questo motivo, nel febbraio 1908, Coleman venne ceduto per £ 700 all'Everton. In totale, Coleman prese parte a 196 partite per l'Arsenal, segnando 84 gol. Considerando solo il campionato, invece, giocò 179 gare, impreziosite da 79 gol.

### Everton
Nei due anni e mezzo trascorsi al Goodison Park (lo storico stadio dell'Everton) Coleman fu praticamente titolare fisso. Con il suo contributo in termini di reti (30 in 71 gare di campionato) portò la squadra di Liverpool al secondo posto in classifica nella stagione 1908-1909. Durante la permanenza all'Everton, va ricordato come lui, insieme a buona parte dei giocatori del Manchester United, fosse uno dei pochi ad essere legato alla Players' Union (associazione di calciatori professionisti, da cui nascerà la moderna Professional Footballers' Association), a dispetto dei regolamenti della Football Association, alla quale erano affiliati i club. 

### Gli ultimi anni e il ritiro
Più tardi Coleman trascorse dei periodi al Sunderland (1910-1911), al Fulham (1911-1914) e al Nottingham Forest (1914-1915). Con l'avvento della prima guerra mondiale e la sospensione del campionato di massima divisione, Coleman si ritirò dal professionismo, continuando a giocare nelle serie non-pro: si ricorda soprattutto la sua permanenza al Tunbridge Wells. Si ritirò dal calcio giocato nel 1920, lavorando in seguito come allenatore e trasferendosi nei Paesi Bassi. Morì il 20 novembre 1940, all'età di 59 anni.